# Bérus
Bérus település Franciaországban, Sarthe megyében. Lakosainak száma 434 fő (2022. január 1.). Bérus Héloup, Arçonnay, Béthon, Champfleur, Gesnes-le-Gandelin és Oisseau-le-Petit községekkel határos.

## Népesség
A település népességének változása:
| Lakosok száma | 450  | 458  | 464  | 447  | 442  | 442  | 438  | 433  | 434  |
|               | 2013 | 2015 | 2016 | 2017 | 2018 | 2019 | 2020 | 2021 | 2022 |